# Wapen van Heer
.

Wapen van Heer

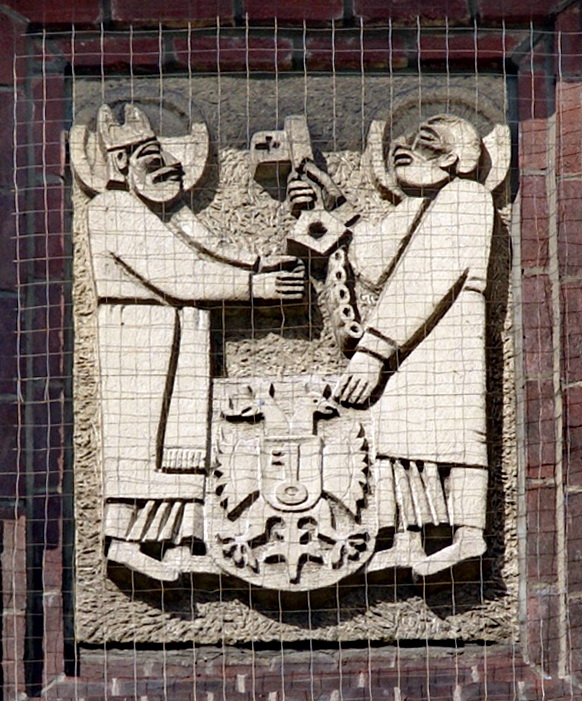
Gevelreliëf van het wapen aan het voormalig raadhuis, van Dries Engelen (1955)

Het wapen van Heer werd op 13 april 1889 verleend door de Hoge Raad van Adel aan de Limburgse gemeente Heer. Per 1 juli 1970 ging Heer op in gemeente Maastricht. Het gemeentewapen kwam daardoor te vervallen.

## Blazoenering
De blazoenering van het wapen luidde als volgt:
In keel, links de H.Petrus met gouden nimbus en geketende handen, gekleed in een Romeinse toga van goud, het aangezicht en handen van natuurlijke kleur, in de rechterhand vóór zich houdende een sleutel van goud; rechts de H. Servatius, de beide handen voor zich uitgestrekt houdende, met nimbus, mijter en misgewaad, alles van goud, het gelaat en de haren van natuurlijke kleur; met de linkerhand steunt de H.Petrus op een tusschen hem en den H.Servatius geplaatst schild van zilver, beladen met een van goud gekroonde, gesnavelde en geklaauwde, van keel getongde dubbelen rijksadelaar van sabel, hebbende tot hartschild een schildje van keel, beladen met een sleutel van goud, alles op een terras van sinopel. Het geheel omgeven door het randschrift "Gemeentebestuur van Heer".
De heraldische kleuren zijn keel (rood), goud (goud of geel), zilver (wit), sabel (zwart), sinoel (groen) en natuurlijke kleuren. Hoewel in de blazoenering het randschrift vermeld staat, is deze niet in de afbeelding opgenomen.

## Geschiedenis
In het wapen is de kerkelijke en historische relatie tussen Heer en Maastricht afgebeeld. De heilige Petrus is de patroonheilige van Heer, terwijl de heilige Servatius de patroon is van Maastricht. De eerste overhandigt de hemelsleutel aan de laatste, de zogenaamde sleutel van Sint-Servaas. De afbeelding is verwant met een reliëf op het 12e-eeuwse westwerkaltaar van de Sint-Servaasbasiliek, waarop Jezus de zegen geeft aan de sleuteldragende Petrus en Servaas. De Sint-Servaassleutel, die eveneens op het schild is afgebeeld, was het kenteken van het kapittel van Sint-Servaas, samen met de dubbelkoppige adelaar, het symbool van de rijksonmiddellijkheid van het kapittel. Heer was een van de elf banken van Sint-Servaas en viel tot de Franse tijd onder de jurisdictie van het Maastrichtse kapittel.